# 許僖公
許僖公（？—前621年），姜姓，名業，為春秋諸侯國許國君主之一，在位期間為前658年─前621年。